# Поклонник (фильм, 1981)
«Поклонник» (англ. The Fan) — кинофильм, фильм ужасов. Поставлен по мотивам романа Боб Рэндл.

## Сюжет
Дуглас Брин продавец в музыкальном магазине. Он сумасшедший поклонник звезды Бродвея — Салли Росс. Немолодая певица и актриса уже на закате своей карьеры, хотя для Дугласа это не имеет значения. Он засыпает письмами объект своего преклонения, но сообщения не доходят до Салли. Секретарь актрисы Белл Голдман выбрасывает все письма, считая их обычными приступами фанатизма, не заслуживающими внимания Салли.
Дуглас случайно узнаёт об этом и совершенно теряет рассудок. Сначала он настигает Белл в метро и режет её лицо бритвой. Затем Дуглас, решивший, что если его кумир не достанется ему, то не должна достаться никому, начинает преследовать саму Салли…

## В ролях
| Актёр           | Роль           |
| --------------- | -------------- |
| Лорен Бэколл    | Салли Росс     |
| Джеймс Гарнер   | Джейк Берман   |
| Морин Стэплтон  | Белл Голдман   |
| Гектор Элизондо | Рафаэль Эндрюс |
| Майкл Бин       | Дуглас Брин    |
| Дуайт Шультц    | режиссёр       |
| Дана Дилейни    | продавщица     |

## Критика
Несмотря на впечатляющие имена актёров, фильм получил прохладные отзывы критиков и провалился в прокате ($3 млн прокат в США). На сайте rottentomatoes фильм получил оценку 45 %. Критики в первую очередь отметили невнятный подбор актёров на роли и, как следствие, слабую игру. Прежде всего Лорен Бэколл, голливудская звезда старой школы 1950-х годов, совершенно недостоверно смотрится в фильме ужасов и уж совсем в нём неуместны её музыкальные номера. Возвращение актрисы после почти 20-летней паузы на экраны не впечатлило зрителей.
Попытка режиссёра скрестить слабосовместимые жанры мюзикла и слешера провалилась. Обозреватель ресурса allmovie.com Дональд Гуриско назвал основной проблемой фильма «стилистическую шизофрению» — когда основной жанр картины на первый взгляд фильм ужасов, но акценты почему то расставлены совсем не на мотиве саспенса.
Фильм неожиданным образом перекликается с реальными событиями. Он был закончен незадолго перед печальными событиями декабря 1980 года и вышел на экраны сразу после смерти Джона Леннона от рук поклонника — Марка Чепмена.

## Премии и номинации
- 1982 — номинация на премию Золотая малина
  - худшая песня